# Hulodes saturnioides
Hulodes saturnioides är en fjärilsart som beskrevs av Achille Guenée 1852. Hulodes saturnioides ingår i släktet Hulodes och familjen nattflyn. Inga underarter finns listade i Catalogue of Life.